# Silent Hill
 (јап. サイレントヒル) је хорор медијска франшиза. Усредсређује се на серијал видео-игара, који је створио Кеичиро Тојама а објавио Konami. Прве четири видео-игре, Silent Hill, Silent Hill 2, Silent Hill 3 и Silent Hill 4: The Room, развио је међународни тим под називом Team Silent. Франшиза се временом проширила и на остале медије, те је 2006. године приказан филм Сајлент Хил, а потом и његов наставак — Сајлент Хил: Откровење. Од 2013. серијал је продат у преко 8,4 милиона примерака широм света.
Серијал је смештен у истоимени измишљени град у САД. Под јаким је утицајем књижевног жанра психолошког хорора.